# 恵口公生
恵口 公生（えぐち こうせい、1997年7月28日 - 2020年8月19日）は、日本の女性漫画家。

## 経歴
幼少期は指人形で物語を作るなど、1人で遊ぶことが多かった。絵を書くことが好きで、小学生の頃からコマ割りした漫画を描いていた。画力は高いが引っ込み思案であったために、他人とのコミュニケーションは絵を通じてしていた。家族は一部の人だけが売れる漫画家を目指すことには否定的で、恵口自身も東京芸術大学に入ることを考えて油絵の勉強をしていたときにプランタン出版の編集者の目に止まり、2017年、PEYOのペンネームで『ボーイミーツマリア』を発表、商業デビューする。
『ボーイミーツマリア』を読んだ講談社の編集者が恵口のTwitterにダイレクトメッセージでコンタクトをとり、2019年、恵口公生のペンネームで月刊少年マガジン2019年11月号から『キミオアライブ』の連載を開始する。
2020年8月17日、『キミオアライブ』の単行本第2巻が発売されるが、恵口は同日に緊急入院、2日後の同月19日に急死した。23歳没。死因は公表されていない。当時連載中であった『キミオアライブ』は絶筆となり、雑誌掲載も2020年9月号が最後となった。

## 人物
- 感受性が強く、好きな漫画のキャラクターにのめり込んでいた。『キミオアライブ』のキャラクター作りにも思い入れがあったようで、恵口の父は人生経験が浅かった娘がどうやって培っていたのか未だにわからないという[1]。
- 負けず嫌いな性格であり、絵に対するこだわりが強かった。順調に作画が進んでいても一切妥協することなく、締め切りギリギリまでひとつひとつ丁寧に描き、何度も描き直していた[1]。
- 漫画一筋で、遊びもせず、時間があれば「眠りたい」と言っていたという。「おしゃれしたい」と服やバッグを購入していたが、多くは新品のまま部屋に残していた[1]。
- 化粧は漫画の打ち合わせに行くときにする程度で、作画をギリギリまでしていて支度が間に合わないときは恵口の姉が化粧をしてあげていた[1]。

## 作品リスト
- ボーイミーツマリア（プランタン出版）- 全1巻　※PEYO名義
- キミオアライブ（月刊少年マガジン2019年11月号 - 2020年9月号） - 全3巻、作者死去により絶筆。未完作品